# Rhyacophila starki
Rhyacophila starki är en nattsländeart som beskrevs av Smith och Weaver, Iii 1984. Rhyacophila starki ingår i släktet Rhyacophila och familjen rovnattsländor. Inga underarter finns listade i Catalogue of Life.